# Battaglia di El Tala
La battaglia di El Tala fu uno scontro armato avvenuto il 27 ottobre 1826 nell'ambito delle guerre civili argentine tra l'esercito federale di Juan Facundo Quiroga, capo militare della provincia di La Rioja, e l'esercito unitario di Gregorio Aráoz de Lamadrid, governatore della provincia di Tucumán.
La battaglia si tenne all'interno del territorio di Tucumán e si concluse con la vittoria di Quiroga, mentre lo stesso Lamadrid, sconfitto, fu ferito e creduto morto per diversi giorni dopo il combattimento.

## Antefatti
Nel pieno della guerra argentino-brasiliana il colonnello Gregorio Aráoz de Lamadrid, inviato dal presidente Bernardino Rivadavia a reclutare un esercito nella provincia di Tucumán, si era servito di queste truppe per rovesciare il governatore Javier López il 25 novembre 1825 ed occuparne il posto.
La promulgazione intanto di una costituzione centralista e oligarchica a Buenos Aires aveva scatenato la reazione delle province, quasi tutte in mano alle forze federali. Dopo che il governatore di Córdoba, Juan Bautista Bustos, aveva ritirato la sua fiducia a Rivadavia anche Quiroga, capo militare della provincia di La Rioja, fece lo stesso il 18 settembre 1826; tra il presidente dell'Argentina e Quiroga esisteva già un contenzioso che riguardava lo sfruttamento delle risorse minerarie della provincia.
Rivadavia aveva già inviato finanziamenti e munizioni all'esercito di Lamadrid, chiedendogli di sgominare la resistenza delle province federaliste nel nord: La Rioja, Córdoba e Santiago del Estero. Radunato un proprio esercito, Quiroga invase la provincia di Catamarca e ne depose il governatore unitario Gutiérrez, che trovò protezione presso Lamadrid.

## La battaglia
Mentre Lamadrid cercava di guadagnare tempo in attesa di aiuti da Salta, Quiroga invase Tucumán, costringendone il governatore a scendere in battaglia.
Il 27 ottobre 1826 i due eserciti si scontrarono nella battaglia di El Tala. Quiroga riuscì ad attirare l'avversario in una trappola: finse una carica di cavalleria per poi ritirarsi e lasciarsi inseguire in apparente sconfitta. In seguito fece rapidamente cambiare direzione alle sue truppe, aiutate dall'intervento della riserva, riuscendo ad ottenere la vittoria.
Lo stesso Lamadrid fu appiedato dalla morte del suo cavallo e, circondato dai nemici, rifiutò la resa. Ferito da 15 colpi di sciabola, uno di baionetta e uno di pistola, fu dato per morto e lasciato sul campo. Il governatore di Tucumán, tuttavia, riuscì a trovare riparo in una fattoria poco distante, creduto morto ancora per giorni dallo stesso Quiroga.

## Conseguenze
Dopo la battaglia, Quiroga occupò Tucumán, ma dovette lasciarla all'arrivo di un esercito di 2 500 soldati mandato dal governatore di Salta Juan Antonio Álvarez de Arenales, che restituì il governo della provincia al ristabilito Lamadrid. Lo scontro pregiudicò in modo significativo la politica del presidente Rivadavia, che vide svanire la possibilità di imporre alle province una costituzione centralista e di sfruttare le preziose risorse minerarie presenti a La Rioja.